# Разведённый Джек (фильм)
«Разведённый Джек» (англ. Divorcing Jack) — чёрная комедия 1998 года режиссёра Дэвида Кэффри. По одноимённой книге Колина Бейтмана. Мировая премьера: 14 августа 1998 года.

## Сюжет
Скандальный ирландский журналист Дэн Старки в перерывах между постоянными попойками и утренним похмельем умудряется писать злободневные репортажи, полные политической сатиры, задевающей интересы многих «сильных мира сего».
Однажды в парке он знакомится с весёлой и очень компанейской студенткой Маргарет. И, несмотря на наличие у Старки любимой жены Патриции, очень скоро отношения между ним и девушкой становятся более чем близкими. А ещё через какое-то время он находит свою новую подругу умирающей в луже крови. Единственное, что удаётся разобрать ошарашенному Дэну в предсмертном бреду Маргарет, была фраза «Разводись, Джек».
С этого момента жизнь непутёвого журналиста с бешеной скоростью понеслась под откос. Потому что Маргарет оказалась полна сюрпризов. Во-первых, она была дочерью экономического советника главного кандидата в премьер-министры Ирландии Майкла Бринна. И перед смертью девушка получила от любимого папочки подарок на День Рождения, в котором был спрятан компромат на шефа, несчастным обладателем которого по чистой случайности становится Дэн. Ну а Бринн, естественно, очень не хочет, чтобы его старые грешки выплыли наружу аккурат накануне выборов. И во-вторых у девушки оказался очень неприятный довесок в виде бывшего приятеля — преступного авторитета, известного под кличкой «Грязный Пат Киген», который просто горит желанием поживиться на ценной информации и, между делом, был бы не прочь поговорить с Дэном по-мужски об их общей мёртвой подруге.
Чувствуя, что земля начинает гореть у него под ногами, Дэн бросается в бега. Попутно он знакомится с монашкой/стриптизёршей/медсестрой Ли, а также пытается наладить отношения с женой и выяснить, кто же всё-таки убил Маргарет и причём тут в конце-то концов таинственный Джек и его развод.

## В ролях
| Актёр           | Роль              |
| --------------- | ----------------- |
| Дэвид Тьюлис    | Дэн Старки        |
| Рэйчел Гриффитс | Ли Купер          |
| Джейсон Айзекс  | Грязный Пат Киген |
| Лора Фрейзер    | Маргарет          |
| Ричард Гант     | Чарли Паркер      |
| Лэйн Мигоу      | Патриция Старки   |
| Роберт Линдсэй  | Майкл Бринн       |
| Брона Галлахер  | водитель такси    |